# Maerua descampsii
Maerua descampsii är en kaprisväxtart som beskrevs av Wildem. Maerua descampsii ingår i släktet Maerua och familjen kaprisväxter. Inga underarter finns listade i Catalogue of Life.